# Jimmy Crack Corn (сингл)
«Jimmy Crack Corn» — другий та останній сингл із компіляції Eminem Presents: The Re-Up. Існує дві версії окремку: одна — альбомна, інша містить замість 50 Cent вокал репера Cashis та новий куплет Емінема.
Композицію видали як промо-сингл. Попри це вона перебувала 2 тижні на 1-й сходинці Bubbling Under Hot 100, головним чином через цифрові завантаження. Трек також потрапив до чарту Pop 100, де провів 2 тижні (не поспіль). Пісня є посиланням на Джиммі Йовіна, президента Interscope Records. У тексті Емінем згадує про свої стосунки з Мераєю Кері.

## Список пісень
Цифровий сингл
| #  | Назва                                                    | Автор                           | Продюсер(и)                     | Тривалість |
| -- | -------------------------------------------------------- | ------------------------------- | ------------------------------- | ---------- |
| 1. | «Jimmy Crack Corn» (Cashis Vocal Mix) (Eminem та Cashis) | М. Метерс, Л. Ресто, Р. Джонсон | Eminem; Luis Resto (дод. прод.) | 3:34       |

12" вінил
| #  | Назва                                                               | Автор                           | Продюсер(и)                     | Тривалість |
| -- | ------------------------------------------------------------------- | ------------------------------- | ------------------------------- | ---------- |
| 1. | «Jimmy Crack Corn» (Cashis Vocal Mix) (Clean) (Eminem та Cashis)    | М. Метерс, Л. Ресто, Р. Джонсон | Eminem; Luis Resto (дод. прод.) | 3:34       |
| 2. | «Jimmy Crack Corn» (Cashis Vocal Mix) (Explicit) (Eminem та Cashis) | М. Метерс, Л. Ресто, Р. Джонсон | Eminem; Luis Resto (дод. прод.) | 3:34       |
| 3. | «Jimmy Crack Corn» (Cashis Vocal Mix) (Instrumental)                | М. Метерс, Л. Ресто             | Eminem; Luis Resto (дод. прод.) | 3:34       |
| 4. | «Jimmy Crack Corn» (Cashis Vocal Mix) (Acapella) (Eminem та Cashis) | М. Метерс, Л. Ресто, Р. Джонсон | Eminem; Luis Resto (дод. прод.) | 3:34       |

CD-сингл
| #  | Назва                                             | Автор                           | Продюсер(и)                     | Тривалість |
| -- | ------------------------------------------------- | ------------------------------- | ------------------------------- | ---------- |
| 1. | «Jimmy Crack Corn» (Edited) (Eminem та 50 Cent)   | М. Метерс, Л. Ресто, К. Джексон | Eminem; Luis Resto (дод. прод.) | 3:46       |
| 2. | «Jimmy Crack Corn» (Explicit) (Eminem та 50 Cent) | М. Метерс, Л. Ресто, К. Джексон | Eminem, Luis Resto              | 3:54       |

## Чартові позиції
| Чарт (2007)                       | Найвища позиція |
| --------------------------------- | --------------- |
| US Bubbling Under Hot 100 Singles | 1               |
| US Pop 100                        | 77              |